# 綾辻行人
綾辻行人（日语：／ Ayatsuji Yukito，1960年12月23日—），京都府京都市出生，本名內田直行，是日本著名的推理小說作家。新本格派的開創者。

## 生平
1987年，他還是研究所的學生時，即以《殺人十角館》在文壇嶄露頭角，掀起一股「新本格派」推理小說的風潮，成為眾所矚目的推理新銳，他的创作引发日本推理小说重新回到本格派的浪潮。而他後來陸續發表的「殺人館系列」不僅深受讀者喜愛，更奠定他在推理文壇的地位。
綾辻行人的筆名是由另一位作家島田莊司提出的。因為姓名學的迷信，他堅持他的筆名裡的“辻”，一定要用兩點的撐艇旁，不能寫成只有一點。
綾辻行人於京都大學教育學部畢業，並於同一家大學的研究院修畢博士後課程。在學期間加入“京都大學推理小説研究會”。他的太太小野不由美及同期作家我孫子武丸和法月綸太郎都是研究會的會員。
綾辻行人于1992年以《殺人時計館》获得第45屆日本推理作家协会奖，于2019年获得第22届日本推理文學大獎。
2018年，55212号小行星（R. A. Tucker发现）被命名为綾辻行人的名字，同一批被命名为小行星名字的还有冈本伦、奈须蘑菇、新海诚、伊福部昭、高梨康治等。

## 作品列表

### 館系列
- 1987年 殺人十角館（十角館の殺人）
- 1988年 殺人水車館（水車館の殺人）
- 1988年 殺人迷路館（迷路館の殺人）
- 1989年 殺人人形館（人形館の殺人）
- 1991年 殺人時計館（時計館の殺人）
- 1992年 殺人黑貓館（黒猫館の殺人）
- 2004年 殺人暗黑館（暗黒館の殺人）
- 2006年 殺人驚嚇館（びっくり館の殺人）
- 2012年 殺人奇面館（奇面館の殺人）
- 2023年 殺人双子館（双子館の殺人）預計於講談社《梅菲斯特》雜誌連載

### 耳語系列
- 1988年 魔女狩獵遊戲－緋色殺人耳語（緋色の囁き）
- 1989年 人偶王子的魔咒－暗黑殺人耳語（暗闇の囁き）
- 1993年 小丑的安魂舞－黃昏殺人耳語（黄昏の囁き）

### 殺人方程式系列
- 1989年 肢解屍體之謎（切断された死体の問題）
- 1995年 屍體長髮之謎（鳴風荘事件）

### 殺人鬼系列
- 1990年 殺人鬼（殺人鬼）
- 1993年 殺人鬼逆襲（殺人鬼 II －逆襲篇－）

### 深泥丘系列
- 2008年 深泥丘奇談（深泥丘奇談）
  - 收錄作品：臉 / 山丘的那邊 / 下個不停的雨 / 惡靈附身 / 蛀牙蟲 / 不可以開 / 六山之夜 / 深泥丘魔術團 / 聲音
- 2011年 恐是恐怖電影的恐：深泥丘奇談．續（深泥丘奇談・続）
  - 收錄作品：鈴 / 小貓眼蟹 / 狂櫻 / 心之黑影 / 恐是恐怖電影的恐 / 深泥丘三地藏 / ソウ / 切割 / 夜之蠕動 / 廣播塔
- 2016年 深泥丘奇談. 續續（深泥丘奇談・続々）
  - 收錄作品：剋流感 / 遺忘與追憶 / 無法減少的謎 / 死後的夢 / 閉關奇談 / 海鳴聲 / 夜泳 / 貓密室 / 貓鎮

### Another系列
- 2009年 Another
- 2013年 Another episode S（Another エピソード S）
- 2020年 Another 2001

### 非系列
- 1990年 童謠的死亡預言 / 霧越邸殺人事件（霧越邸殺人事件）
- 1995年 眼球特別料理（眼球綺譚）
  - 收錄作品：再生 / 呼子池的怪魚 / 特別料理 / 生日禮物 / 鐵橋 / 人偶 / 眼球綺譚
- 1996年 怪胎（フリークス）
  - 收錄作品：夢魔之手 / 我是誰 / 怪胎
- 1999年 咚咚吊橋、墜落（どんどん橋、落ちた、推理大師的惡夢）
  - 收錄作品：鈍鈍吊橋垮下來 / 茫茫樹海燒起來 / 法拉利看見了 / 伊園家崩潰了 / 出人意表的兇手
- 2002年 最後的記憶（最後の記憶）
- 2017年 不是人（人間じゃない 綾辻行人未収録作品集）
  - 收錄作品：紅斗篷（「殺人人形館」續篇） / 崩壞的前日（「眼球特別料理」之「生日禮物」姊妹篇） / 洗禮（「推理大師的惡夢」之「鈍鈍吊橋垮下來」番外篇） / 蒼白的女人（「深泥丘奇談」番外篇） / 不是人─B04號房的患者（「怪胎」番外篇）

### 綾辻行人主編的作品
- 2006年10月（贈る物語Mystery九つの謎宮）

### 漫畫原作
- YAKATA館 （作者：田籠功次　第1卷1998年、第2卷1999年、第3卷1999年 角川書店）
- 眼球綺譚 （作者：兒嶋都　2001年 角川書店、2009年 角川文庫）
- 緋色的呢喃 （作者：兒嶋都　2002年 角川書店）
- 月館殺人事件 （作者：佐佐木倫子　上卷2005年、下卷2006年、新裝版2009年 小學館）
- Another （作者：清原紘　第1卷2010年10月 第2卷2011年3月 第3卷2011年9月 第4卷2011年12月 角川書店）
- 殺人十角館 （作者：清原紘 月刊Afternoon 講談社）

### 電玩遊戲
- 黑之十三 （監修）
- 惡夢館 YAKATA （監修）
- 詭計對邏輯 第二季（「Y的標的」腳本）

## 外部連結
- 本格推理作家俱樂部 （页面存档备份，存于）
- （綾辻行人資料庫）
- 綾辻行人的X（前Twitter）